# Laninoniscus giambiagiae
Laninoniscus giambiagiae är en kräftdjursart som beskrevs av Reca 1973. Laninoniscus giambiagiae ingår i släktet Laninoniscus och familjen Bathytropidae. Inga underarter finns listade i Catalogue of Life.